# Bolgár heraldika
A bolgár heraldika a balkáni országok címertani rendszeréhez tartozó heraldikai rendszer. A bolgár történészek kimutatták, hogy a középkorban, a török uralom alatt nem létezett semmilyen bolgár állami és hazai címer, és csak kevés macedón, bosnyák, montenegrói, szerb címer mutatható ki. Ezen címerek azonban valójában nem az adott balkáni terület, hanem a származási ország heraldikájának részei.

## A bolgár heraldika eredete
Azon balkáni népek is, melyek feudális államai hosszabb-rövidebb ideig fennálltak, nem rendelkeztek saját államcímerrel, hazai címerekkel vagy ezek elterjedése erősen korlátozott volt. Egy spanyol szerzetes 1330-as balkáni utazásairól szóló könyvben nincs adat semmilyen szerb, boszniai, horvát vagy bolgár címerről. Ezen országokban nem is alakult ki semmilyen heraldikai nevezéktan sem.
A bolgár címer először az angol Lord Marshal's Roll (1294 körül) címertekercsben jelenik meg, melyet minden alap nélkül Szmilec cárhoz (1292-1298) vagy valamelyik elődjéhez kötnek, de ez inkább egyfajta képzeletbeli címer lehetett, hiszen a távoli Angliában aligha ismerték a bolgár cár címerét, mely esetleg a bodonyi bánságon keresztül magyar forrásból származhat, hiszen a magyar királyok viselték a Bulgária királya címer, ami szélesebb körben is ismert tény volt az európai udvarokban.
Ezt követően egy névtelen arab utazó a 14. század végén arany mezőben három járó oroszlánt ír le a bolgár testőrség kerek pajzsain, amikor Tarnovoban, a második bolgár birodalom fővárosában meglátogatta Sisman Iván cár (1371–1395) udvarát. Kézirata ma a marokkói nemzeti könyvtárban található. A török hódítás után a bolgár oroszlánokat különféle európai és balkáni címerkönyvek tartották fenn.
Az ún. Illír címerkönyv Korenič-Neorič változatában (1595) csak egy oroszlán szerepel Bulgária címereként. Szerbia, Bulgária stb. címere is itt jelenik meg először teljesen kifejlett formában. Ez lett az alapja Pavao Ritter Vitezović, majd  Christofor Zhefarovich heraldikai műveinek, melyek a 19. századi bolgár megújhodási mozgalom értelmiségi képviselői körében is népszerűek voltak. Így 1879-ben az oroszlános címer lett az ország nemzeti jelképe az orosz-török háborúk után.
Noha Bulgária címere a korai magyar és nyugati forrásokban nem volt más, mint puszta igénycímer vagy kitalált címer, mégis ez jelenti a bolgár heraldika első megnyilvánulásait. Az oroszlánt a 18-19. századi nemzeti megújhodási mozgalom során maguk a bolgárok is a magukénak kezdték érezni, olyannyira, hogy az 1944 utáni kommunista uralom alatt a szovjet mintára áttervezett bolgár államcímerben is megmaradt az oroszlán.
Bulgária mai címerét 1997-ben fogadták el. Ez szinte teljesen megfelel az 1927 és 1946 közti címerrel, melyet először I. Ferdinánd cár (1887-1918) használt uralkodói címereként.

## A bolgár heraldika jellege
A Balkánon a 13-14. században nyugati (főleg olasz és magyar) hatásra, a pénzeken, pecséteken keresztül kezdtek megjelenni az első családi, városi és tartományi címerek, de a török hódítással ez a fejlődés teljesen megszakadt, mert a muzulmán hit tiltotta az élőlények ábrázolását. A balkáni heraldika pedig mindig is elsősorban képi jellegű volt, a mesteralakok használata kevésbé jellemző. A bolgár heraldika ma is csak nagyon szűk területre korlátozódik. Lényegében csak államcímerről és a fontosabb városok címereiről beszélhetünk. ezek közt is gyakoriak az antiheraldikus vonások, a címerpajzsok túlzsúfolása. A városcímerek jellegzetessége, hogy kedvelik az árnyékot, azaz a címerképet csak a körvonalakkal jelölik, ami az európai heraldikában nagyon ritka jelenség.

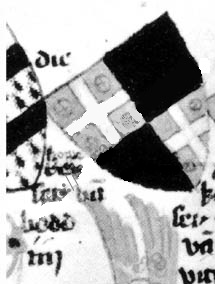
A vidini (magyarul Bodon) cár címere (Die Keyser van Boddin), Gelre herold címerkönyvéből, Armorial Gelre, Folio 105, # 1487 (1370-95 körül) [P. Adam-Even, L'armorial universel du Héraut Gelre...1971]
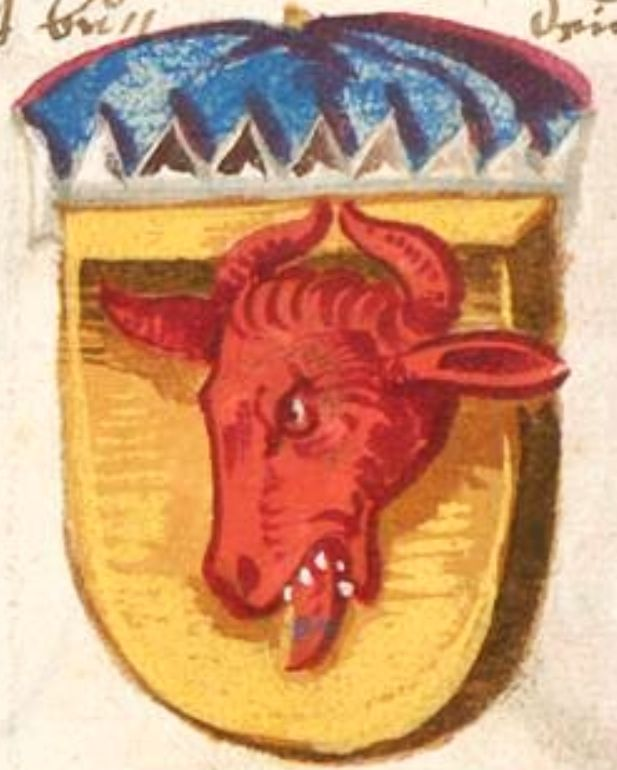
Bulgária (Vidin) hercegének címere (herzog vo' der wulgry Die haubtstat in d' Wulgry haist budem), Conrad Grünenberg címerkönyve, pergamenkódex, p. 83 (1483) [Bayerische Staastbibliothek, München, Cgm-145]
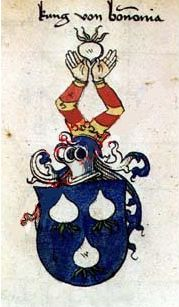
A vidini király (?) címere (kung von bononia), Miltenberger Wappenbuch, # 279 (1486-1500 körül)
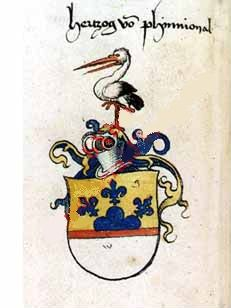
Philipopolis (?) fejedelmének címere (herzog von phinnional), Miltenberger Wappenbuch, # 296 (1486-1500 körül)

## Szervezetek
Bolgár Heraldikai és Vexillológiai Társaság (független társadalmi szervezet, alapítva 2004) (www.heraldika-bg.org; bgherald@gmail.com)
BULGARIAN-NOBILITY. (Elektronikus levél, mailing list azoknak, akik érdeklődnek a bolgár genealógiai, kulturális vagy történeti témák iránt. Feliratkozás:  "subscribe" tárggyal bulgarian-nobility-l-request@rootsweb.com vagy bulgarian-nobility-d-request@rootsweb.com)

## Lásd még
macedón heraldika, albán heraldika, , török heraldika, Illír címerkönyv